# Miss Grand International
Miss Grand International är en årlig skönhetstävling för ogifta kvinnor mellan 18 och 27 år. Tävlingen drivs av Miss Grand International Organization (MGIO) med säte i Bangkok, Thailand. Tävlingen grundades 2013 av en thailändsk programledare och entreprenör, Nawat Itsaragrisil. Det är en av "Grand Slam-skönhetstävlingarna" enligt Global Beauties kriterier.
Vinnaren, som bor i Bangkok under sin tid som titelinnehavare, reser runt och representerar Miss Grand International Organization i dess välgörenhetsevenemang som organisationens fredsambassadör, även i krigszoner som Sydsudan, Syrien och Irak. Tävlingen Miss Grand International är välkänd i Asien och Amerika, men är praktiskt taget okänd i Europa och Afrika.
Vinnaren i Miss Grand International skriver kontrakt och anställs hos "Miss Grand International Organization" och får en prischeck som är en årslön motsvarande 40 000 USD och en krona som värderas till 500 000 USD. Vinnaren får även bo i skyskrapan Mövenpick Residences Ekkamai i Bangkok.
Den nuvarande titelinnehavaren av Miss Grand International är Valentina Figuera från Venezuela. Tävlingen avgjordes den 25 oktober 2019 på Poliedro de Caracas i Caracas, Venezuela med 60 kvinnor från hela världen som tävlande.

## Vinnare
| År   | Miss Grand International | Land                    | Plats                       | Tävlingsdeltagare |
| ---- | ------------------------ | ----------------------- | --------------------------- | ----------------- |
| 2013 | Janelee Chaparro         | Puerto Rico             | Bangkok, Thailand           | 71                |
| 2014 | Lees Garcia              | Kuba                    | Bangkok, Thailand           | 85                |
| 2015 | Anea Garcia              | Dominikanska republiken | Bangkok, Thailand           | 77                |
| 2015 | Claire Elizabeth Parker  | Australien              | Bangkok, Thailand           | 77                |
| 2016 | Ariska Putri Pertiwi     | Indonesien              | Las Vegas, USA              | 74                |
| 2017 | María José Lora          | Peru                    | Phu Quoc, Vietnam           | 77                |
| 2018 | Clara Sosa               | Paraguay                | Rangoon, Myanmar            | 75                |
| 2019 | Valentina Figuera        | Venezuela               | Caracas, Venezuela          | 60                |
| 2020 | Abena Appiah             | USA                     | Bangkok, Thailand           | 63                |
| 2021 | Nguyễn Thúc Thùy Tiên    | Vietnam                 | Bangkok, Thailand           | 59                |
| 2022 | Isabella Menin           | Brasilien               | Jakarta, Indonesien         | 68                |
| 2023 | Luciana Fuster           | Peru                    | Ho Chi Minh-staden, Vietnam | 69                |
| 2024 | Rachel Gupta             | Indien                  | Bangkok, Thailand           | 68                |

### Galleri

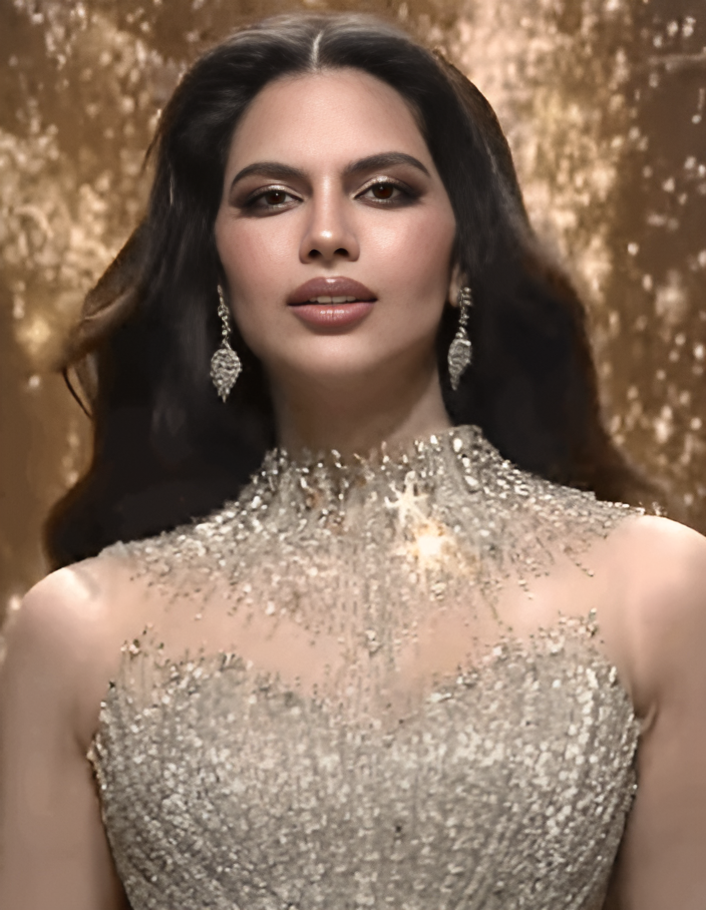
Miss Grand International 2024 Rachel Gupta Indien
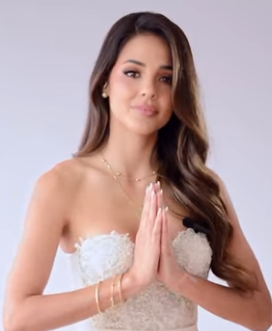
Miss Grand International 2023 Luciana Fuster Peru
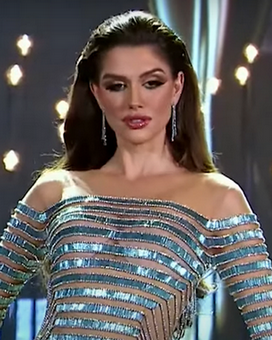
Miss Grand International 2022 Isabella Menin Brasilien
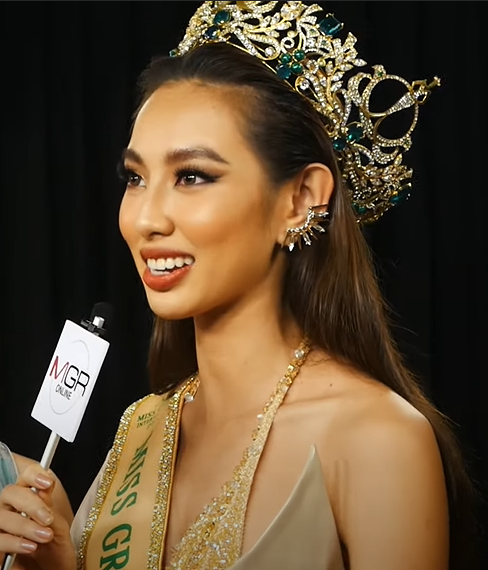
Miss Grand International 2021 Nguyễn Thúc Thùy Tiên Vietnam
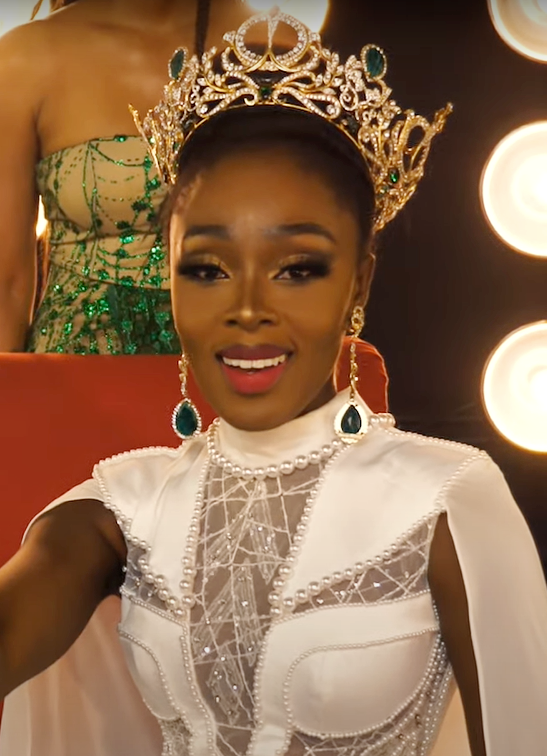
Miss Grand International 2020 Abena Appiah USA
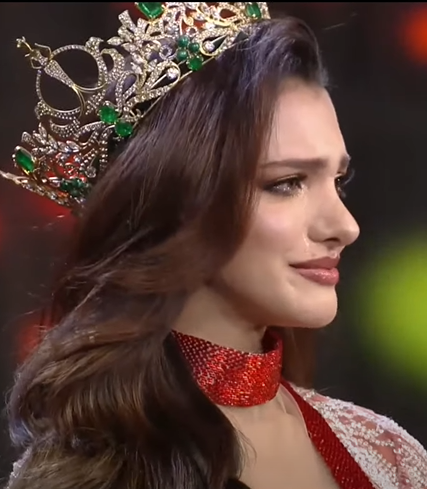
Miss Grand International 2019 Valentina Figuera Venezuela
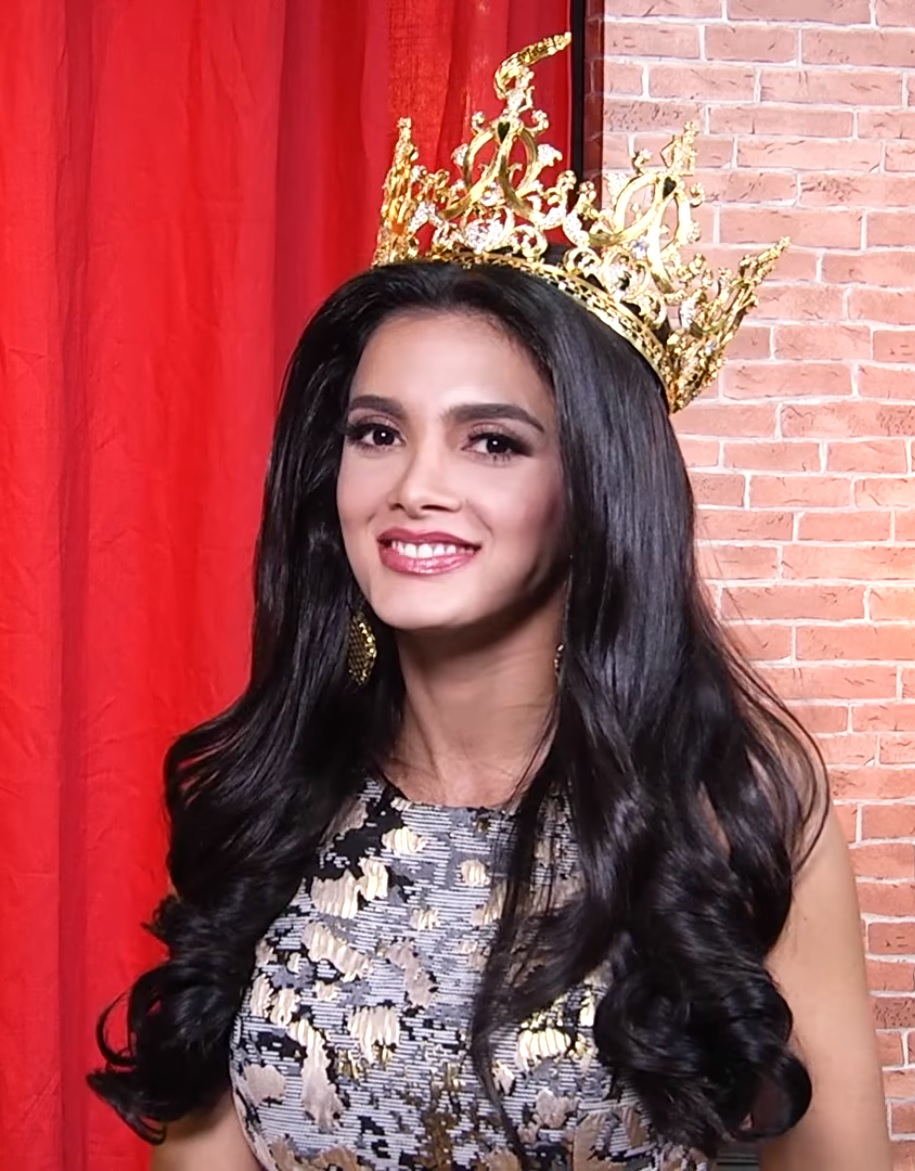
Miss Grand International 2018 Clara Sosa Paraguay
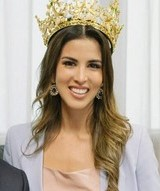
Miss Grand International 2017 María José Lora Peru
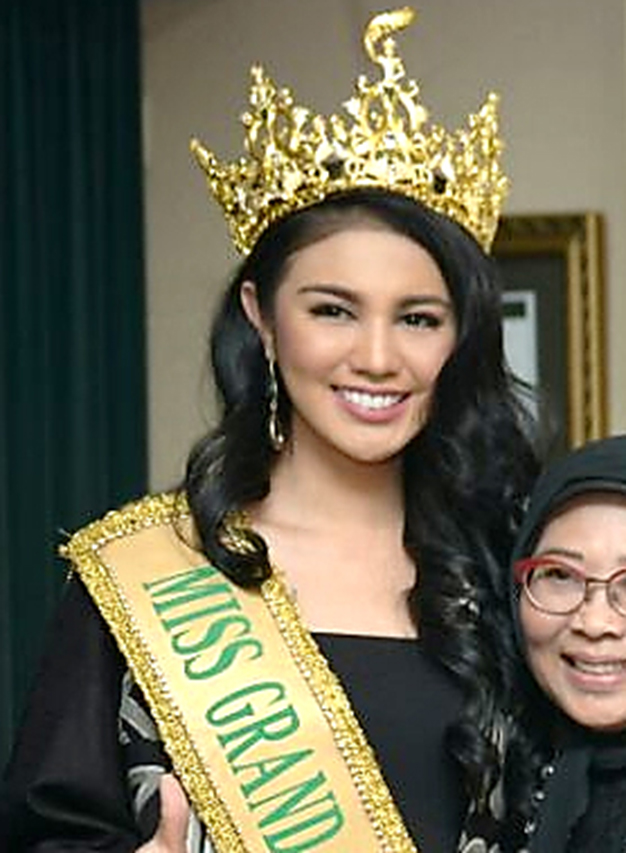
Miss Grand International 2016 Ariska Putri Pertiwi Indonesien
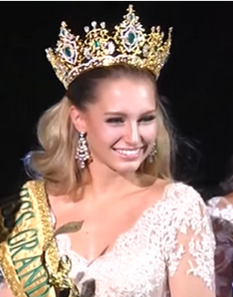
Miss Grand International 2015 Claire Elizabeth Parker Australien
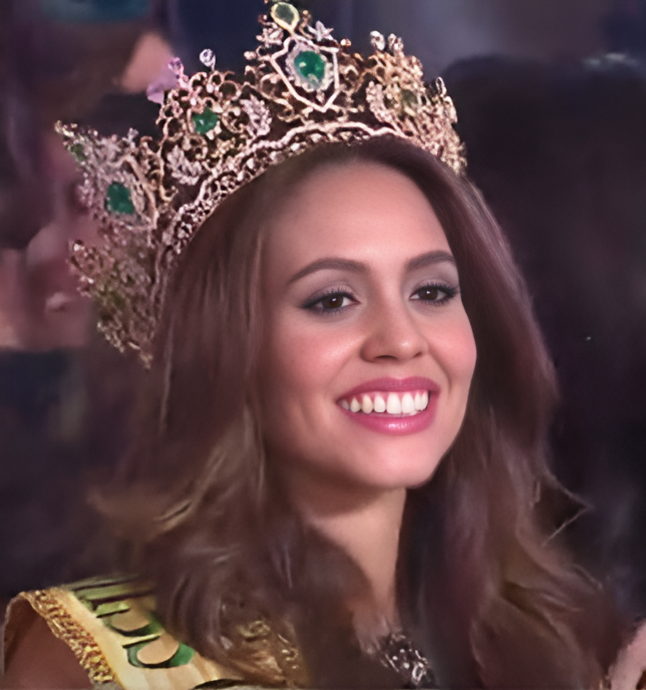
Miss Grand International 2014 Lees Garcia
 Kuba
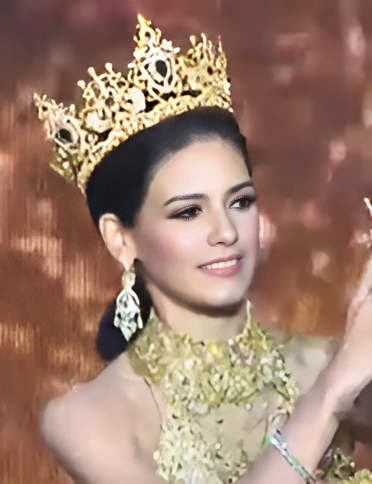
Miss Grand International 2013 Janelee Chaparro Puerto Rico

## Sveriges representant
Sveriges representant till Miss Grand International utses sedan 2015 i en modelltävling som heter Miss Queen of Scandinavia.
Färgnyckel
- Vinnare
- Finalist
- Semifinalist

| År   | Miss Grand Sweden       | Ålder | Längd  | Hemort     | Resultat              | Andra utmärkelser     |
| ---- | ----------------------- | ----- | ------ | ---------- | --------------------- | --------------------- |
| 2013 | Claudia Sundberg        | 22    | 170 cm | Malmö      | Drog sig ur tävlingen | Drog sig ur tävlingen |
| 2014 | Pamela Olivera          | 19    | 178 cm | Stockholm  |                       |                       |
| 2015 | Issabella Georgsson     | 22    | 171 cm | Uppsala    |                       |                       |
| 2016 | Viktoria Eriksson       | 17    | 172 cm | Västersel  | Drog sig ur tävlingen | Drog sig ur tävlingen |
| 2017 | Maja Westlin            | 19    | 175 cm | Stockholm  |                       |                       |
| 2018 | Hanna-Louise Haag Tuvér | 22    | 176 cm | Gävle      | TOP 21                |                       |
| 2019 | Clara Linnea Wahlqvist  | 20    | 181 cm | Tormestorp |                       |                       |
| 2020 | Felicia Brunzell        |       |        |            |                       |                       |